# Orificio de Miss Shilling

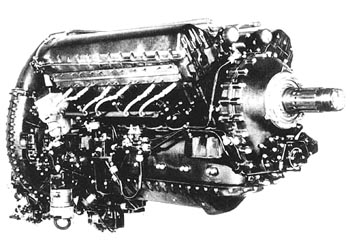
El motor Rolls-Royce Merlin originalmente montaba un carburador directo, con tendencia a inundarse de combustible y detenerse en situaciones de aceleración g negativa.

El denominado orificio de Miss Shilling era un dispositivo técnico muy sencillo, ideado para evitar cortes en el funcionamiento de los motores Rolls-Royce Merlin de los cazas Spitfire y Hurricane durante los primeros meses de la batalla de Inglaterra. Aunque oficialmente se denominó R. A. E. restrictor, coloquialmente era conocido como diafragma de Miss Tilly o también como orificio de Tilly, en referencia a su inventora, la ingeniera aeronáutica británica al servicio de la RAF Beatrice "Tilly" Shilling.

## Problemas de cortes del motor

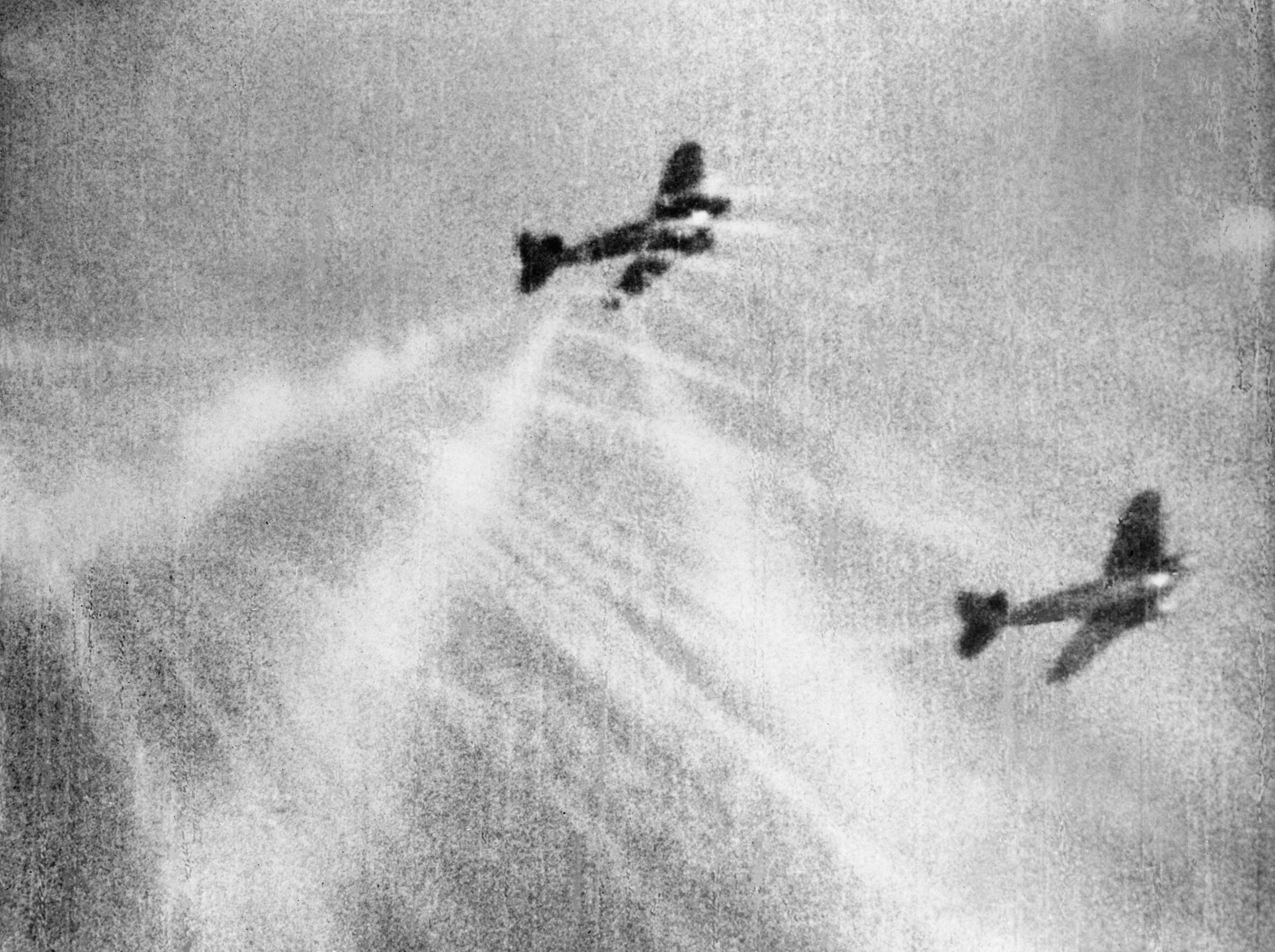
Vista de un Spitfire disparando contra un bombardero HE 111. Una repentina pérdida de propulsión, causada por un brusco aumento de la inclinación del morro del caza, podría ser fatal en una situación semejante.

Las primeras versiones de los motores Rolls-Royce Merlin estaban equipadas con un carburador SU. Cuando los aviones que montaban estos motores realizaban una maniobra que producía una aceleración g negativa (por ejemplo, al iniciar un picado bruscamente), el combustible era forzado hacia la parte superior de la cámara del flotador del carburador, en lugar de dirigirse hacia el motor, dando lugar a una repentina pérdida de potencia. Si la aceleración g negativa continuaba, el combustible se iba acumulando en la parte superior de la cámara del carburador, obligando a descender al flotador hacia el suelo de la cámara. Esto a su vez podía abrir la válvula de aguja al máximo, inundar el carburador de combustible y producir el ahogamiento de la sobrealimentación con una mezcla demasiado rica, pudiendo llevar incluso a una parada total del motor, un problema especialmente grave en situaciones de combate.
La aceleración g negativa se produce comúnmente cuando se ejecutan maniobras de persecución y evasión en los duelos aéreos entre aviones de combate. Al  mover la palanca de control del avión hacia adelante, en algunos motores aeronáuticos se podía producir un flujo excesivo de combustible que inundase el carburador, produciendo una pérdida repentina de potencia. Esta circunstancia iba a permitir escapar al avión enemigo, y si se continuaba la maniobra, podía causar la máxima apertura de la válvula de aguja del carburador, proporcionando una mezcla demasiado rica, lo que a su vez podía provocar la parada del motor. Durante las batallas de Francia y de Inglaterra, los aviones de combate alemanes disponían de motores con inyección de combustible, y por lo tanto no sufrían este problema, dado que las bombas de inyección mantienen el combustible a una presión constante, independientemente de las maniobras que se realicen. Los pilotos alemanes podían aprovechar esta circunstancia, picando hacia abajo bruscamente mientras empujaban la palanca de control para dejar el acelerador totalmente abierto. El avión perseguidor británico podía quedarse sin potencia tratando de emular la maniobra, al inundarse de combustible el carburador. La solución encontrada por los pilotos de la RAF era invertir la orientación del motor, realizando medio tonel para poner el avión "panza arriba", de forma que la aceleración g sobre el carburador pasaba a ser positiva. El tiempo necesario para realizar esta maniobra permitía escaparse a los aviones alemanes en muchas ocasiones.
El corte del motor por aceleración g negativa no era un problema exclusivo de los aviones de combate equipados con motores Rolls-Royce Merlin, ya que muchas otras aeronaves militares anteriores a la Segunda Guerra Mundial también montaban motores con carburadores dotados con cámaras de flotación. Por ejemplo, en 1942, Estados Unidos consiguió un caza japonés Mitsubishi A6M Zero, conocido como el Zero de Akutan. Cuando los pilotos americanos realizaron pruebas de vuelo al caza, se encontraron también con problemas de cortes del funcionamiento del motor, debidos al anómalo comportamiento del flotador del carburador de los motores Nakajima Sakae en situaciones de aceleración g negativa. Basándose en estas pruebas de vuelo, los pilotos estadounidenses idearon tácticas para contrarrestar ventajosamente al caza Zero en combate.

## El orificio de Tilly
Las quejas de los pilotos llevaron a una intensa búsqueda de una solución. Los fabricantes de los motores Rolls-Royce produjeron un carburador mejorado, pero falló en las pruebas. Beatrice 'Tilly' Shilling, una ingeniera que trabajaba en el Royal Aircraft Establishment de Farnborough, ideó un simple dispositivo para resolver el problema, que se podía instalar sin necesidad de dejar el avión temporalmente fuera de servicio. Diseñó una pieza de latón en forma de dedal con un orificio (posteriormente perfeccionado y convertido en una arandela plana), calculada con unas dimensiones muy precisas para permitir el paso únicamente de la cantidad suficiente de combustible para que el motor desarrollase su máxima potencia. Llegó en dos versiones, una para motores con 12 psi (0,8 atmósferas) de presión en el colector y otro para modelos con una presión de 15 psi (1 atmósferas), alcanzada por las unidades sobrealimentadas.
Si bien no resolvió totalmente el problema, el restrictor, junto con las modificaciones incorporadas a la aguja de la válvula del carburador, permitió a los pilotos realizar maniobras rápidas con aceleración g negativa sin pérdida de potencia del motor. Esta mejora eliminó el molesto problema en combate de los cazas de la RAF equipados con motores Rolls-Royce Merlin frente al caza alemán Messerschmitt Bf 109E, cuyo motor central Daimler-Benz DB 601 V12 invertido disponía de inyección de combustible ya desde 1937. Miss Shilling viajó con un pequeño equipo por todas las bases de la RAF a principios de 1941 para montar los restrictores, dando prioridad a las unidades del frente de batalla. En marzo de 1941, el dispositivo había sido instalado en todos los aviones con motores Merlin del Mando de Caza de la RAF. Oficialmente, el nombre del dispositivo era "restrictor R. A. E.",  y fue inmensamente popular entre los pilotos, que coloquialmente lo denominaron el "orificio de Miss Shilling", o sencillamente, el "orificio Tilly".
Esta simple medida fue solo un recurso provisional, y no permitía el vuelo invertido durante un tiempo indefinido. Los problemas no fueron totalmente superados hasta la introducción en 1943 de los carburadores presurizados, diseñados primero por Bendix y más tarde por Rolls-Royce.

## Lecturas relacionadas
- Negative Gravity, the Life of Beatrice Shilling, by Matthew Freudenberg (ISBN 0-9546165-0-2)

- Datos: Q6877378